# Coya Knutson

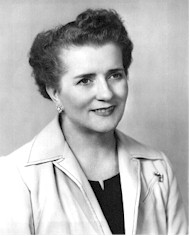
Coya Knutson

Coya Gjesdal Knutson (* 22. August 1912 in Edmore, Ramsey County, North Dakota; † 10. Oktober 1996) war eine US-amerikanische Politikerin. Zwischen 1955 und 1959 vertrat sie den Bundesstaat Minnesota im US-Repräsentantenhaus.

## Werdegang
Coya Knutson wurde als Cornelia Genevive Gjesdal geboren. Sie besuchte die öffentlichen Schulen ihrer Heimat und danach bis 1934 das Concordia College in Moorhead. Außerdem absolvierte sie dort auch das State Teachers College. Zusätzlich studierte sie noch an der Julliard School of Music in New York City. Damals plante sie Opernsängerin zu werden; das ließ sich aber nicht verwirklichen. Nach ihrer Studienzeit arbeitete sie als Lehrerin in Penn (North Dakota) sowie in Plummer und Oklee in Minnesota. Zwischen 1948 und 1950 saß sie im Wohlfahrtsausschuss des Red Lake County.
Politisch wurde Coya Knutson Mitglied der Demokratischen Partei, die sich in Minnesota seit einer Fusion im Jahr 1944 Democratic-Farmer-Labor Party nennt. In den Jahren 1948, 1952 und 1956 war sie Delegierte zu den jeweiligen Democratic National Conventions. Von 1951 bis 1954 war Knutson Abgeordnete im Repräsentantenhaus von Minnesota. 1954 wurde sie im neunten Wahlbezirk von Minnesota in das US-Repräsentantenhaus in Washington, D.C. gewählt, wo sie am 3. Januar 1955 die Nachfolge von Harold Hagen antrat. Nach einer Wiederwahl im Jahr 1956 konnte sie bis zum 3. Januar 1959 zwei Legislaturperioden im Kongress absolvieren. Dort war sie Mitglied im Landwirtschaftsausschuss.
Im Jahr 1958 wurde sie nicht wiedergewählt. Diese Niederlage war auch das Ergebnis einer Intrige ihres Mannes Andy Knutson, der sie öffentlich zur Aufgabe ihres Mandats aufforderte, um zu Hause die Familie zu versorgen. Daraufhin ließ sich Coya Knutson scheiden. 1960 bewarb sie sich erfolglos um die Rückkehr in den Kongress. In den folgenden Jahren verfasste sie einige Artikel in landwirtschaftlichen Zeitschriften und war an der Entwicklung von Kinderprogrammen im Fernsehen interessiert. Zwischen 1961 und 1970 war sie Verbindungsperson (Liaison Officer) zwischen dem militärischen und zivilen Verteidigungswesen. Im Jahr 1977 strebte sie erfolglos die Nominierung ihrer Partei für eine Kongressnachwahl an. Sie starb am 10. Oktober 1996.